# Distrito del Centro Cívico de Pasadena
El distrito del Centro Cívico de Pasadena (en inglés: Pasadena Civic Center District) es el centro cívico y un distrito histórico de Pasadena, California. El distrito está delimitado aproximadamente por las calles Walnut y Green y las avenidas Raymond y Euclid.

## Historia
La construcción de los edificios del distrito se financió con una emisión de bonos de $3.5 millones en 1923. El plan fue creado por la firma de Chicago de Bennett, Parsons and Frost. Los elaborados diseños de los edificios del distrito se inspiraron en el movimiento City Beautiful de la década de 1920.
El distrito fue incluido en el Registro Nacional de Lugares Históricos en 1980.

## Arquitectura
El Palacio Municipal de Pasadena, la Biblioteca Central de Pasadena y el Centro de Convenciones de Pasadena sirven como piezas centrales del distrito.
El edificio del palacio municipal de estilo Beaux-Arts y neomediterránea fue diseñado por los arquitectos de San Francisco Bakewell y Brown al estilo del arquitecto italiano del siglo XVI Andrea Palladio. El edificio se parece a tres de las estructuras abovedadas de Palladio: la iglesia de Santa Maria della Salute en Venecia, el Hotel des Invalides en París y la Catedral de San Pablo en Londres. Sin ser una imitación directa, el palacio municipal de Pasadena está relacionado con todos ellos.
La Biblioteca Central de Pasadena fue diseñada por Myron Hunt en 1924. La biblioteca se inauguró en el cumpleaños de Lincoln (12 de febrero de 1927) y fue el primer edificio terminado del nuevo Plan del Centro Cívico.
Parte del distrito antes de la década de 1920 son: la oficina de correos de Pasadena, el edificio Turner and Stevens Company, YMCA y la YWCA diseñada por Julia Morgan.
Después de que se planeó formalmente el Centro Cívico, se construyeron edificios adicionales en el área. Estos edificios incluyen el Salón de la Legión Americana, la Primera Iglesia Bautista, el edificio de la Compañía de Gas del Sur de California, el Salón de Justicia, los Tribunales del Condado, la Iglesia Episcopal de Todos los Santos y los Apartamentos del Hotel Maryland.
Memorial Park, el sitio de la primera biblioteca pública de Pasadena, también es parte del distrito.